# CIMPA
CIMPA ist ein Beratungs- und Dienstleistungsunternehmen von Sopra Steria für Product-Lifecycle-Management-Services mit Hauptsitz in Blagnac/Toulouse, Frankreich. Weitere Standorte befinden sich in Hamburg und München in Deutschland, in Filton/Bristol in England sowie in Madrid in Spanien.

## Geschichte
CIMPA wurde 1995 aus dem Forschungsbereich des Corporate Research Centers von Aérospatiale (heute Airbus Group) in Frankreich gegründet. Zunächst nur in Frankreich aktiv, entstand mit dem Ziel einer europäischen Ausrichtung, 2001 die EADS CIMPA GmbH in Hamburg. Als etabliertes Unternehmen in der Luft- und Raumfahrtindustrie wird die EADS CIMPA GmbH im Juli 2003 100%ige Tochter der Airbus S.A.S. Ab diesem Zeitpunkt wird der Name CIMPA GmbH/Ltd/SAS bzw. Airbus CIMPA genutzt.
Seit Oktober 2015 gehört das Unternehmen zur Sopra Steria Gruppe.

## Produkte
Entlang der gesamten Prozesskette entwickelt CIMPA kundenspezifische Lösungen. Angefangen von Prozess- und Applikationsberatung über die Entwicklung von IT-Lösungen bis hin zum Support bei der Implementierung bietet CIMPA einen ganzheitlichen Ansatz. CIMPA optimiert den Produktlebenszyklus ohne dabei an Software-Hersteller gebunden zu sein.
CIMPA ist spezialisiert auf komplexe Produkte und Prozesse und unterstützt:
- PLM Harmonisierungsprojekte
- PDM Einführungen und Verbesserungen
- Applikationsberatung
- Konfigurationsmanagement
- Optimierung von Projekt- und Programmmanagement
- Prozessoptimierung
- Zusammenarbeit mit Herstellern und Zulieferern
- Technische Trainings & Workshops

CIMPA unterstützt Firmen wie z. B.:
- Airbus Group
- Airbus
- Airbus Helicopters (vormals Eurocopter)
- Airbus Defence and Space (vormals Astrium und Cassidian)
- Recaro
- Diehl Aircabin
- Spirit AeroSystems